# Ragas circinata
Ragas circinata är en tvåvingeart som beskrevs av Sinclair och Saigusa 2001. Ragas circinata ingår i släktet Ragas och familjen dansflugor. Inga underarter finns listade i Catalogue of Life.